# Asaeli Tikoirotuma

a Compétitions nationales et continentales officielles uniquement.

b Matchs officiels uniquement.
Dernière mise à jour le 10 janvier 2023.
Asaeli Tikoirotuma, né le 24 juin 1986 à Suva, est un joueur de rugby à XV fidjien. Il évolue au poste d'ailier ou de centre. Il obtient vingt-trois sélections avec l'équipe des Fidji entre 2013 et 2017.

## Carrière

### En club
Asaeli Tikoirotuma commence à jouer au rugby dans son pays natal, avant de rejoindre la Nouvelle-Zélande à l'âge de 18 ans, pour suivre ses études au Wanganui City College. Il joue au rugby avec l'équipe de l'établissement, et détient le record d'essais marqués en une saison avec cette équipe, avec vingt-huit unités.
En 2005, il est retenu avec la province de Wanganui évoluant en Heartland Championship. Il évolue cinq saisons dans ce championnat amateur, et s'impose comme un cadre de son équipe, inscrivant vingt-cinq essais en trente-neuf matchs,. En 2009, il est élu meilleur joueur du championnat.
Il rejoint en 2010 la province de Manawatu, évoluant au niveau provincial supérieur : le National Provincial Championship (NPC).
Après deux bonnes saisons avec Manawatu, il est retenu dans l'effectif de la franchise des Chiefs pour la saison 2012 de Super Rugby. Avec cette équipe, il s'impose immédiatement comme le titulaire au poste d'ailier, et remporte le championnat deux fois de suite en 2012 et 2013,.
En 2014, il signe un contrat de deux saisons avec le club anglais des Harlequins disputant la Premiership. 
Après une saison avec les Harlequins, il est libéré de son contrat pour rejoindre les London Irish dans le même championnat. Au terme de sa première saison au club, les London Irish sont relégués en RFU Championship, mais il participe à leur remontée immédiate la saison suivante. À l'issue de la saison 2017-2018, il n'est pas conservé par le club londonien. 
En 2019, il rejoint l'équipe des Asia Pacific Dragons, basée à Singapour et évoluant en Global Rapid Rugby.
Plus tard la même année, il fait son retour en NPC avec la province de North Harbour.
En 2020, il rejoint les Fijian Latui en Global Rapid Rugby, mais la saison est annulée au bout d'une seule rencontre à cause de la pandémie de Covid-19,.
En 2021, il change de province de NPC pour rejoindre les Counties Manukau. Il s'agit de sa dernière expérience comme joueur professionnel.
Peu après l'arrêt de sa carrière, il rejoint en juin 2022 le staff de la sélection féminine fidjienne, où il prend en charge les lignes arrières,.

### En équipe nationale
Asaeli Tikoirotuma joue avec la sélection fidjienne des moins de 18 ans en 2005, puis avec celle des moins de 21 ans en 2006, disputant alors le Championnat du monde de cette catégorie,.
Il est sélectionné pour la première fois avec l'équipe des Fidji en octobre 2013. Il obtient sa première cape internationale avec le 9 novembre 2013 à l’occasion d’un match contre l'équipe du Portugal à Lisbonne.
Il fait partie du groupe fidjien sélectionné pour participer à la Coupe du monde 2015 en Angleterre. Il dispute trois matchs, contre l'Australie, le Pays de Galles et l'Uruguay.

## Palmarès

### En club
- Vainqueur du Super Rugby en 2012 et 2013 avec les Chiefs.
- Vainqueur du RFU Championship en 2017 avec les London Irish.

## Statistiques en équipe nationale
- 23 sélections entre 2013 et 2017.
- 15 points : trois essais.

- Participation à la Coupe du monde en 2015 (3 matchs).